# Aucubaceae
Aucubaceae is een botanische naam, voor een familie van tweezaadlobbige planten. Een familie onder deze naam wordt vrij zelden erkend door systemen van plantentaxonomie, maar wel door het APG-systeem (1998).
Het APG II-systeem (2003) biedt de mogelijkheid de familie te erkennen, maar staat ook toe de betreffende planten in te voegen bij de familie Garryaceae.